# 天母里
天母里，為中華民國台灣台北市士林區之一里，屬於天母次分區。

## 概述
天母里位於台北盆地北側山腳處，為天母地區最北側之里。

### 里界
天母里原屬三玉里範圍，於民國63年（1974年）劃出增設此里。七年後（1981年）4月1日里行政區域調整時，由天母里又劃分增設天山里和天玉里；民國79年（1990年）3月12日區里行政區域調整時，再將天母里部份地區調整並且劃歸出天和里、天山里及陽明里，另外將天玉里位於天母北路87巷一帶併入此里。
段籍和里界區劃不同，由南至北經由段籍分別為華岡段二小段、天玉段一小段、天玉段二小段、天母段四小段、天山段一小段和天母段三小段。
現今里界範圍北至紫明溪（磺溪分支）與半嶺、湖底地區的湖山里相鄰；以西至士林北投區界的磺溪相隔永和里和永欣里兩里（以同德街23巷分隔）；南側由西至東分別包夾同於天母次分區的天玉里、天山里和天和里；並在東側相鄰分別為芝山岩次分區和陽明山次分區的東山里和陽明里，並以仁民路下竹林步道口山稜線分兩里。

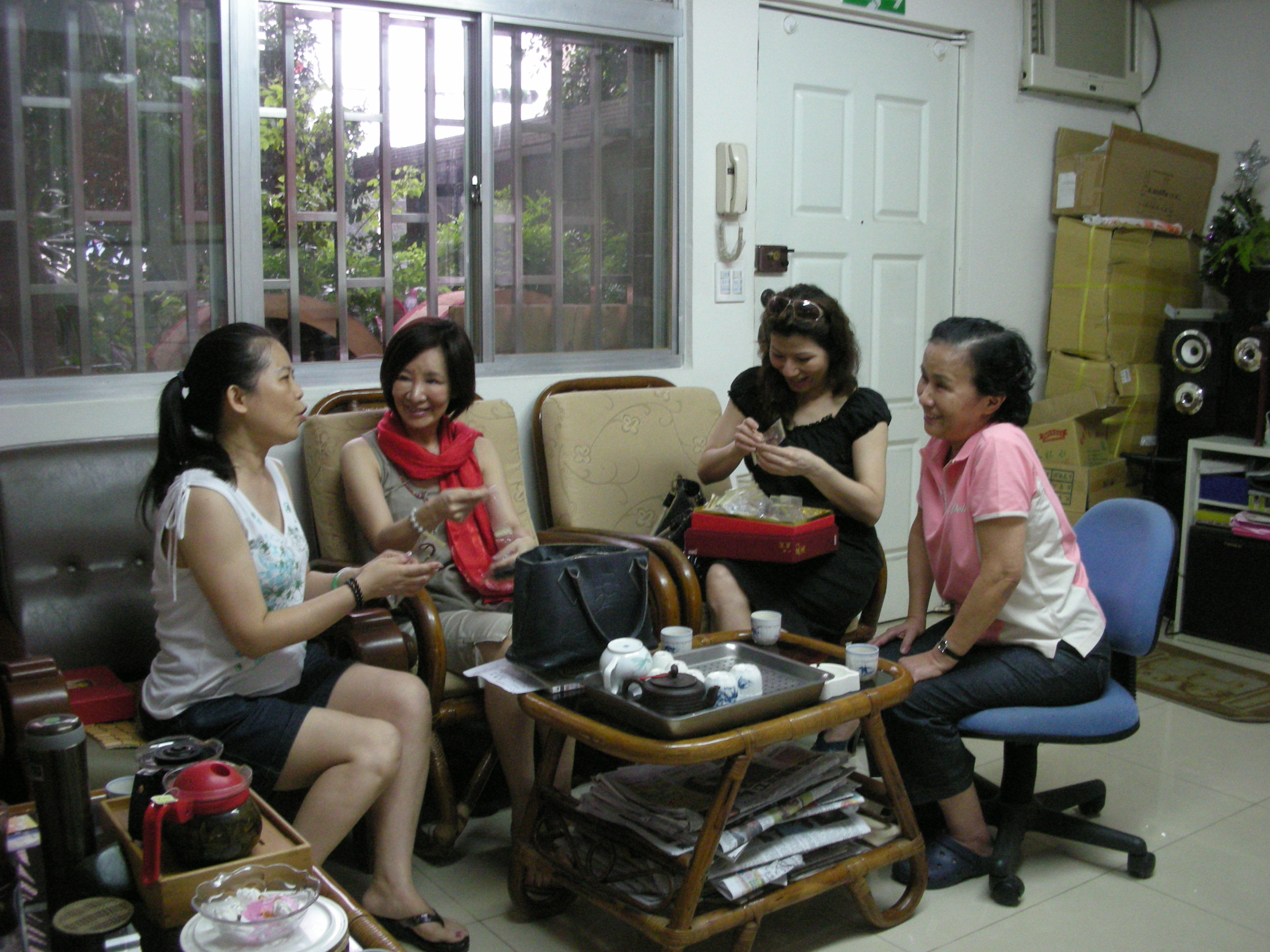
天母里辦公室

## 交通

### 公車

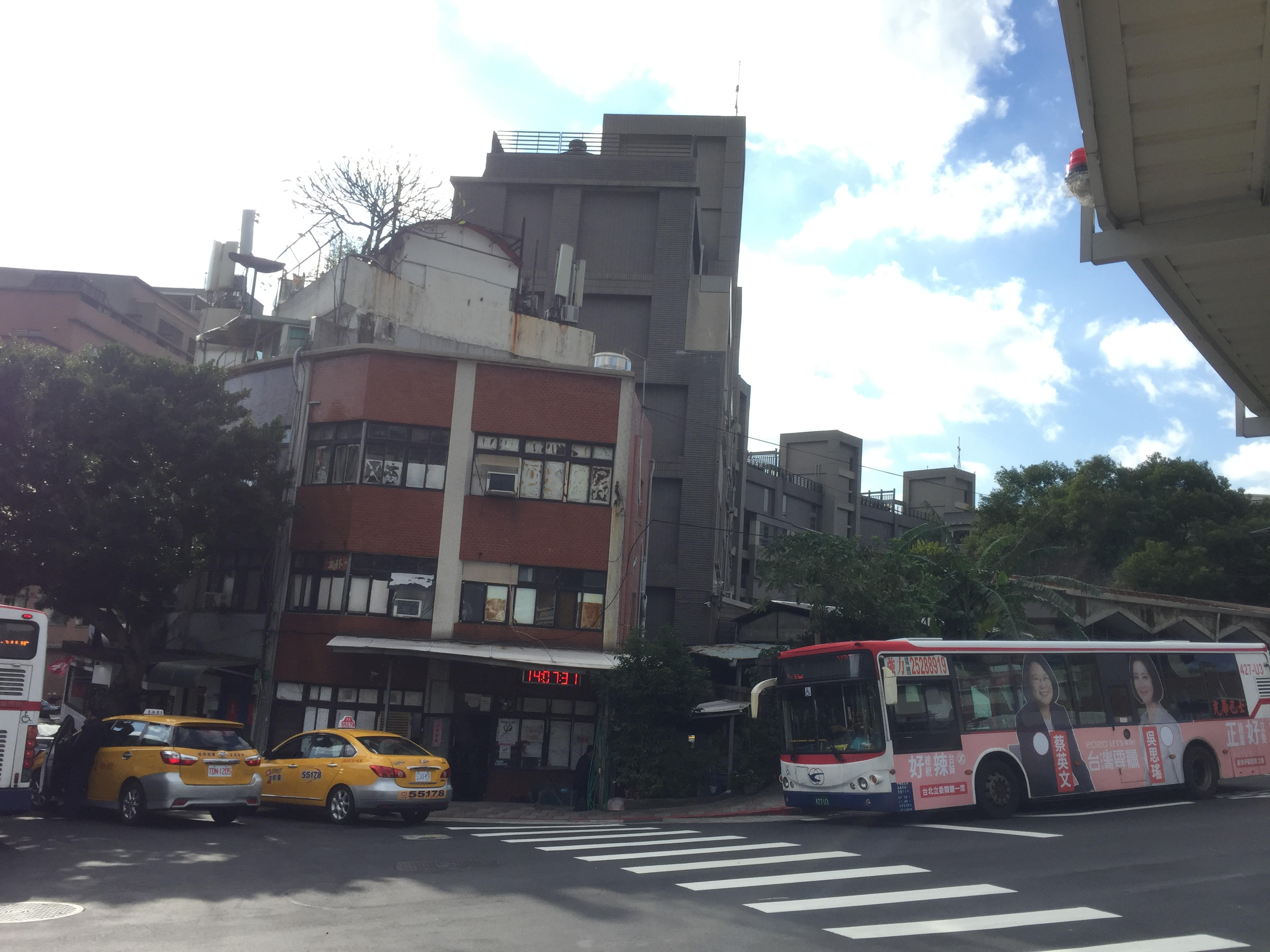
天西調度站

光華巴士天西調度站位處本里，天母圓環也為許多公車的終點站，故本里有許多公車經過：
| 編號               | 路線起迄                         | 經營業者          |
| ------------------ | -------------------------------- | ----------------- |
| 224                | 天母－捷運石牌站（經天母北路）   | 光華巴士          |
| 267                | 天母－捷運大湖公園站             | 光華巴士          |
| 268                | 天母－大直                       | 光華巴士          |
| 602                | 天母－北投                       | 中興巴士 大南汽車 |
| 612                | 大同之家－松德站                 | 東南客運          |
| 612區              | 松德站－榮總                     | 東南客運          |
| 616                | 泰山－天母                       | 中興巴士          |
| 680                | 天母-麟光                        | 中興巴士          |
| 685                | 天母-麟光新村（經吉林路）        | 大都會客運        |
| 重慶幹線（原601）  | 天母－東園                       | 大都會客運        |
| 中山幹線（原220）  | 天母－青年公園                   | 光華巴士          |
| 紅19               | 捷運石牌站－天母（直行天母西路） | 光華巴士          |
| 小36               | 捷運石牌站－六窟                 | 大南汽車          |
| 市民小巴11         | 天母-捷運芝山站                  | 光華巴士          |
| 內科通勤專車13     | 天母－內湖科技園區               | 大都會客運        |
| 內科通勤專車15     | 天母－內湖科技園區               | 大都會客運        |
| 南港通勤專車天母線 | 天母－南港軟體園區               | 大都會客運        |

### 道路
- 天母產業道路
- 下東勢產業道路（部分里界）
- 猴洞產業道路
- 天玉街（部分）
- 天母北路（部分里界）
- 中山北路七段（部分里界）
- 半嶺產業道路（部分）

## 里內設施和景點
- 天母公園
- 中華民國農民團體幹部聯合訓練協會
- 合作金庫商業銀行員工訓練中心
- 天母白屋
- 台北市政府警察局士林分局天母派出所
- 天母天主堂（天主教台北總教區）
- 中國文化大學後山
- 天母古道
- 三角埔發電所
- 下竹林步道
- 淨光寺
- 南海普陀山慧濟寺
- 天西調度站
- 慈悟寺
- 天福宮 (天母)
- 水管路步道

## 里內傳統地名和設施
- 猴洞 (臺北市)（里內西北側）
- 三角埔頂（里內天母圓環附近）
- 番婆嶺腳（里內天母圓環以北）
- 天母溫泉（日治時期）
- 天母教（日治時期）
- 牛稠坑 (臺北市)（里內東北側）
- 玉潮坑（里內東側）
- 下竹林（里內東北側）
- 天母（里內範圍）
- 下東勢（里內東南側）
- 翠峯（里內西北側）
- 山仔后（里內北側）

## 資料來源
1. ↑  . 台北市士林區公所.   [2021-12-19]. （原始内容存档于2021-12-20）.
2. ↑  . 臺北市鄰里服務網.   [2021-12-19]. （原始内容存档于2021-12-20）.
3. ↑  . 台北市政府. 2015年: 812  [2021-12-19]. （原始内容存档于2019-09-05）.
4. ↑  中央研究院人文社會科學研究主題地理研究專題中心臺北市百年歷史地圖-NLSC村里界圖

- 天母里林鐵民里長介紹 （页面存档备份，存于）